# Reut
Reut è un comune tedesco di 1 799 abitanti, situato nel land della Baviera.